# Wellsville (village, New York)
Pour les articles homonymes, voir Wellsville.
Ne doit pas être confondu avec Wellsville (New York).
Wellsville est un village du comté d'Allegany, dans l'État de New York, aux États-Unis. En 2020, il comptait une population de 4 587 habitants.

## Démographie
Lors du recensement de 2020, le village comptait une population de 4 587 habitants.